# Johann Leibitzer
Johann Leibitzer (też: Johann Leibizer, słow. Ján Leibitzer, węg. Leibiczer János; ur. 1 czerwca 1763 r. w Lewoczy – zm. 5 lipca 1817 r. tamże) – spiskoniemiecki sadownik i pomolog, prekursor praktycznego sadownictwa i warzywnictwa w ówczesnej Austrii.
Uczył się w Lewoczy. Pracował później jako nauczyciel języka niemieckiego w szkołach w Mukaczewie i Spiskim Podgrodziu, a następnie w gimnazjum w rodzinnej Lewoczy. Jednocześnie zajmował się uprawą drzew owocowych i warzyw, co z czasem stało się jego głównym zajęciem. Już w 1791 r. wydał Vollständiger Gartenkalender, w którym w 52 rozdziałach („lekcjach”) przedstawił zasady ogrodnictwa i warzywnictwa (przygotowanie i nawożenie gruntu, siew, pielęgnacja roślin, zbiór nasion itd.) takich roślin jak marchew, szparagi, różne gatunki kapusty i rzodkwi, cebula itd. W 1798 r. porzucił pracę w szkole, choć w dalszym ciągu prywatnie udzielał lekcji języka niemieckiego, i poświęcił się sadownictwu i ogrodnictwu. Z czasem osiągnął pozycję czołowego austriackiego pomologa, najwybitniejszego od czasu, gdy w 1664 r. wyszło dzieło Johanna Lippaya pt. Posoni kert („Bratysławski ogród”, Trnava 1664), w którym znajdziemy pierwsze opisy uprawianych na Węgrzech owoców.
Zajmował się zakładaniem szkółek drzew owocowych, sadów, szczepieniem i okulizacją drzew, chorobami i szkodnikami drzew owocowych. Wprowadzał do uprawy nowe odmiany drzew owocowych, w tym niskopienne, zwracał uwagę na właściwy zbiór owoców i ich późniejsze przechowywanie. Propagował również ogrodnictwo szklarniowe oraz warzywnictwo. Jako pierwszy podjął uprawę buraka pastewnego, wcześniej nieznanego na Węgrzech, i propagował jego przydatność.
Swoje doświadczenia i uwagi publikował m.in. w czasopismach "Patriotisches Wochenblatt für Ungern", "Oekonomiche Neugkeiten und Verhandlungen" i "Vaterländische Blätter".
Był członkiem Towarzystwa Botanicznego w Ratyzbonie i Brneńskiego Klubu Hodowców Owoców. Został pochowany w Lewoczy.
Jego syn Johann Leibnitzer, również rolnik, hodowca i płodny pisarz, wydał popularną encyklopedię całego rolnictwa (pt. Populäre Encyclopädie der Praktischen Landwirthschaft). Jego praktyczne osiągnięcia pozostawały jednak w tyle za osiągnięciami ojca, zaś jego prace były bardziej kompilacjami niż wynikami jego własnych badań.

## Publikacje
- Vollständiger Gartenkalender nach dem vaterländ. Klima und der Natur der Gewächse für Gärtner und Gartenfreunde entworfen, 1791, 2. wyd. 1808;
- Vollständiges Handbuch der Küchengärtnerey..., 2 tomy, 1797, nowe wyd. 1812;
- Vollständiges Handbuch der Obstbaumzucht..., 1798;
- Vollständige Abh. von der Runkelrübe nebst ihrem Anbau, Nutzung und vorzüglichem Gebrauch bei der Viehzucht, Land- und Hauswirtschaft..., 1804, nowe wyd. 1807;
- Praktisches Handbuch der Zwergbaumzucht und Obstorangerie... , 1804;
- Ery oder die sonderbare Geschichte des Gf. v. W., 1804;
- Einige Obstsorten und deren Beschreibung, w: "Patriotische Wochenblatt", 1804;
- Über den Zustand des Gartenbaues in Ungarn, ibid., 1804;
- Von der Vorteilhaftheit eines Platzes, der zu einem Garten von bestmöglichster Fruchtbarkeit angelegt werden soll, ibid., 1804;
- Beschreibung einiger Obstsorten, ibid., 1804;
- Von der gehörigen Nutzung eines Neubruchs, ibid., 1804;
- Meine Reise auf dem Plattensee im July 1814, w: "Vaterländische Bulletin", 1816.